# Ophiogomphus occidentis
Ophiogomphus occidentis là loài chuồn chuồn trong họ Gomphidae. Loài này được Hagen mô tả khoa học đầu tiên năm 1885.